# Treznea
Treznea (en hongrois Ördögkút, en allemand Teufelsbrunnen) est une commune roumaine du județ de Sălaj, dans la région historique de Transylvanie et dans la région de développement du Nord-ouest.

## Géographie
La commune de Treznea est située dans le centre-sud du județ, dans les Monts Meseș, à 15 km au sud-est de Zalău, le chef-lieu du județ.
La municipalité est composée des deux villages suivants (population en 2002) :
- Bozna (298) ;
- Treznea (735), siège de la commune.

## Histoire
La première mention écrite de la commune date de 1440 sous le nom de Ewrdegkwth.
La commune, qui appartenait au royaume de Hongrie, faisait partie de la principauté de Transylvanie et elle en a donc suivi l'histoire.
Après le compromis de 1867 entre Autrichiens et Hongrois de l'empire d'Autriche, la principauté de Transylvanie disparaît et, en 1876, le royaume de Hongrie est partagé en comitats. Treznea intègre le comitat de Szilágy (Szilágymegye).
À la fin de la Première Guerre mondiale, l'Empire austro-hongrois disparaît et la commune rejoint la Grande Roumanie.
En 1940, à la suite du deuxième arbitrage de Vienne, elle est annexée par la Hongrie et le 9 septembre 1940, les Hongrois y massacrent 93 personnes (87 Roumains et 6 Juifs). Elle reste hongroise jusqu'en 1944, date à laquelle elle réintègre la Roumanie, après la Seconde Guerre mondiale.

## Religions
En 2002, la composition religieuse de la commune était la suivante :
- Chrétiens orthodoxes, 91,57 % ;
- Pentecôtistes, 7,35 %.

## Démographie
En 1910, à l'époque austro-hongroise, la commune comptait 1 782 Roumains (88,35 %) et 171 Hongrois (8,48 %).
En 1930, on dénombrait 1 735 Roumains (90,13 %), 77 Hongrois (4,00 %), 32 Juifs (1,66 %) et 80 Tsiganes (4,16 %).
En 2002, la commune comptait 972 Roumains (94,09 %) et 59 Tsiganes (5,71 %).
| 1850  | 1880  | 1900  | 1910  | 1920  | 1930  | 1941  | 1956  | 1966  |
| ----- | ----- | ----- | ----- | ----- | ----- | ----- | ----- | ----- |
| 1 201 | 1 650 | 1 792 | 2 017 | 1 883 | 1 925 | 1 828 | 1 766 | 1 563 |

| 1977  | 1992  | 2002  | 2007 | - | - | - | - | - |
| ----- | ----- | ----- | ---- | - | - | - | - | - |
| 1 421 | 1 034 | 1 033 | 993  | - | - | - | - | - |

## Économie
L'économie de la commune repose sur l'agriculture et l'élevage.

## Communications

### Routes
Treznea est située sur la route régionale DJ108B qui mène vers la DN1F et Zalău au nord et vers Agrij au sud-est.

## Lieux et monuments
- Treznea, château Bay.

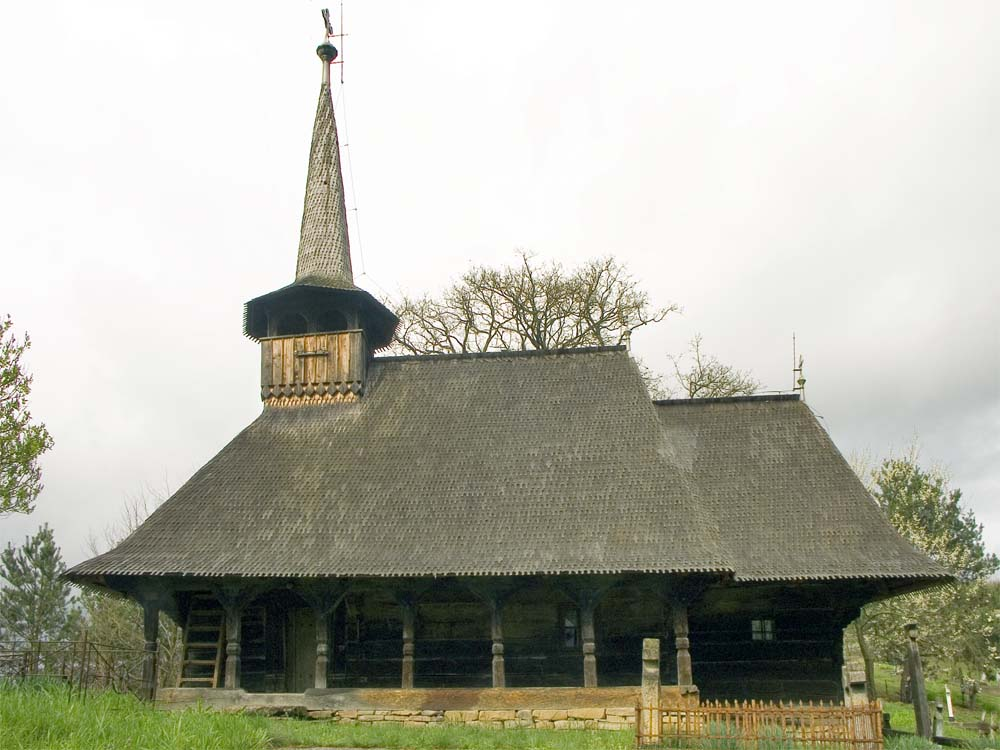
Façade sud de l'église de Bozna

- Treznea, monument commémoratif du massacre de Treznea
- Bozna, église orthodoxe en bois des Sts Archanges du XVIIe siècle[4].